# Harris Manchester College
Harris Manchester College, formellt Manchester Academy and Harris College, är ett college vid Oxfords universitet i England. 
Collegets historia går tillbaka till Warrington Academy, grundad 1757 som akademi för presbyterianska dissidenter i Warrington i nuvarande Cheshire. Frikyrkliga akademier uppstod i England vid denna tid som ett resultat av att högre utbildning vid Oxfords och Cambridges universitet endast var öppen för anglikaner inom Engelska kyrkan. Under Warringtonperioden undervisade bland andra kemisten Joseph Priestley vid akademin.
Warringtonakademin upplöstes 1786 men återgrundades samma år som Manchester Academy i Manchester. Här verkade bland andra atomteorins utvecklare, John Dalton. som lärare. Akademin flyttade flera gånger innan den hittade ett permanent hem i Oxford; till York 1803, åter till Manchester 1840, till Gordon Square i London 1853, för att slutligen öppna i Oxford 1893. Den nuvarande huvudbyggnaden ligger vid Mansfield Road och ritades i nygotisk stil av Thomas Worthington.
Collegets omfattande bibliotek, Tate Library, är ett av de större biblioteken i Oxford och grundades genom en donation från Henry Tate, som även grundade Tate Gallery.
Manchester College blev en Permanent Private Hall vid Oxfords universitet 1990 och fick status som college 2006, då det samtidigt bytte namn till Harris Manchester College, efter Philip Harris, baron Harris av Peckham, vars stiftelse donerat generöst till colleget.
Till skillnad från andra college i Oxford tar colleget enbart emot grundutbildningsstudenter och forskarstudenter över 21 års ålder, och har därför en relativt liten studentgrupp med äldre studenter av varierande bakgrunder.

## Kända medlemmar
Bland kända personer som undervisat vid colleget och dess föregångare finns kemisterna Joseph Priestley och John Dalton, samt neurologen och medeldistanslöparen Roger Bannister och teologen Alister McGrath.
Collegets alumner inkluderar bland andra Lord Nicholas Windsor och den colombianska politikern Íngrid Betancourt.